# Љутице (породица)
Љутице (Vieridae) или отровнице јесу фамилија отровних змија која насељава већи део света, са изузетком Антарктика, Аустралије, Хаваја, Мадагаскара, Новог Зеланда, разних других изолованих острва, и области северно од Северног поларника. Сви представници фамилије имају релативно дуге зглобне очњаке који омогућавају дубоку пенетрацију у плен и убризгавање змијског отрова. Тренутно су препознате четири потфамилије. Познати представници су звечарке, поскок и шарка. 
Назив групе потиче од латинске речи истог значења vipera, -ae, а која вероватно потиче од vivus („жив“) и parere („донети на свет, родити“), а односи се на особину вивипарије, уобичајену код љутица. 

## Опис
Све випере поседују пар релативно дугачких соленоглифних (шупљих) очњака које користе за убризгавање отрова из жлезда смештених у задњем делу горње вилице, одмах иза очију. Очњаци се налазе у предњем делу уста, на краткој максиларној кости која се може покретати напред-назад. Кад се не користе, очњаци се савијају ка своду уста и затворени су у мембрански омотач. Током напада, уста се могу отворити до скоро 180° и максила се окреће према напред, подижући очњаке што је могуће касније, како се не би оштетили јер су крхки. Чељусти се затварају приликом удара, а мишићи који затварају отровне жлезде се контрахују, убризгавајући отров док очњаци продиру у плен или нападача. Ова акција је веома брза; у одбрамбеним ударима биће више налик убоду него угризу. Љутице користе овај механизам првенствено за имобилизацију и пред-варење плена. Свакако, користи се и за самоодбрану, мада у случајевима са животињама које нису плен, као што су људи, змије могу да дају суви угриз (без убризгавања отрова). Суви угриз омогућава змији да сачува своју резерву отрова, јер након што га потроши, потребно је времена док се жлезда поново њиме напуни, остављајући у том периоду змију рањивом. 
Скоро све отровнице имају окриљену крљушт, набијену грађу тела са кратким репом, а због специфичне локације отровних жлезда, глава има облик троугла и разликује се од врата. Велика већина врста поседује зенице облика прореза или вертикално елиптичне, које могу да се широко отворе или затворе. Типично, љутице су активне ноћу и чекају плен у заседи. 
У поређењу са многим другим змијама, випере често делују споро. Већина су ововивипарне врсте, које држе оплођена јаја у свом телу, где се млади и  излегу. Међутим, неколицина врста полаже јаја у гнезда.   

## Отров
Виперидни отрови обично садрже обиље ензима који разграђују протеине, званих протеазе, који у ткивима производе симптоме као што су бол, снажно локално отицање и некроза, губитак крви услед кардиоваскуларног оштећења закомпликованог коагулопатијом и поремећај система згрушавања крви. Како је по природи васкулотоксичан, отров љутица изазива оштећење васкуларног ендотела и хемолизу. Смрт код људи услед уједа отровнице обично настаје падом крвног притиска. То је супротно од генералног деловања отрова морских змија који углавном садрже неуротоксине који онемогућавају контракцију мишића и изазивају парализу. Смрт од уједа отровних морских змија најчешће настаје услед гушења јер се дијафрагма више не може контраховати.   
Због природе протеолитичког отрова, ујед љутица је веома болно искуство и увек га треба узимати озбиљно, мада исход не мора нужно бити фаталним. Чак и уз брз и правилан третман, ујед  може резултирати трајним ожиљком. Жртве уједа могу бити и алергичне на отров и/или противотров .     